# La Fin du Monde
La Fin du Monde (del francés: El fin del mundo) es una cerveza ale de triple fermentación de estilo belga (también refermentada en la botella) introducida en el mercado en julio de 1994 y producido en Quebec por la cervecería Unibroue. La Fin du Monde fue el nombre dado por los exploradores europeos después de la creencia que se había alcanzado el fin del mundo cuando se descubrió el nuevo mundo, más tarde conocido como América.
La Fin du Monde ha sido ganadora de muchas medallas de excelencia: 5 de platino, 6 de oro, plata y 1 de la bebida de prueba instituto desde su introducción en 1994. En 2004 ganó la medalla de oro en la Feria del Condado de Los Ángeles para belga-Estilo Abbey Ale.
El color de la cerveza es rubia, con un toque de oro. Aunque similar a las triple belgas, La Fin du Monde es menos amarga y más picante (con cilantro y cáscara de naranja), más similar a Tripel Karmeliet que a otras triples normales como Chimay o Westmalle. El lema de Unibroue es: "beba menos, beba mejor" es comprensible teniendo en cuenta su alto porcentaje de alcohol (9%).
Unibroue es también conocida por otras cervezas: Don De Dieu (regalo de Dios) es una cerveza de trigo triple ale con 9% de alcohol, Trois Pistoles (el nombre de una ciudad de Quebec) es una cerveza fuerte y oscura también con un 9% y Maudite (Maldito), que es un fuerte cerveza de color ámbar y rojo con 8%. Todas están producidas en Chambly, Quebec, Canadá.